# The Famous Grouse

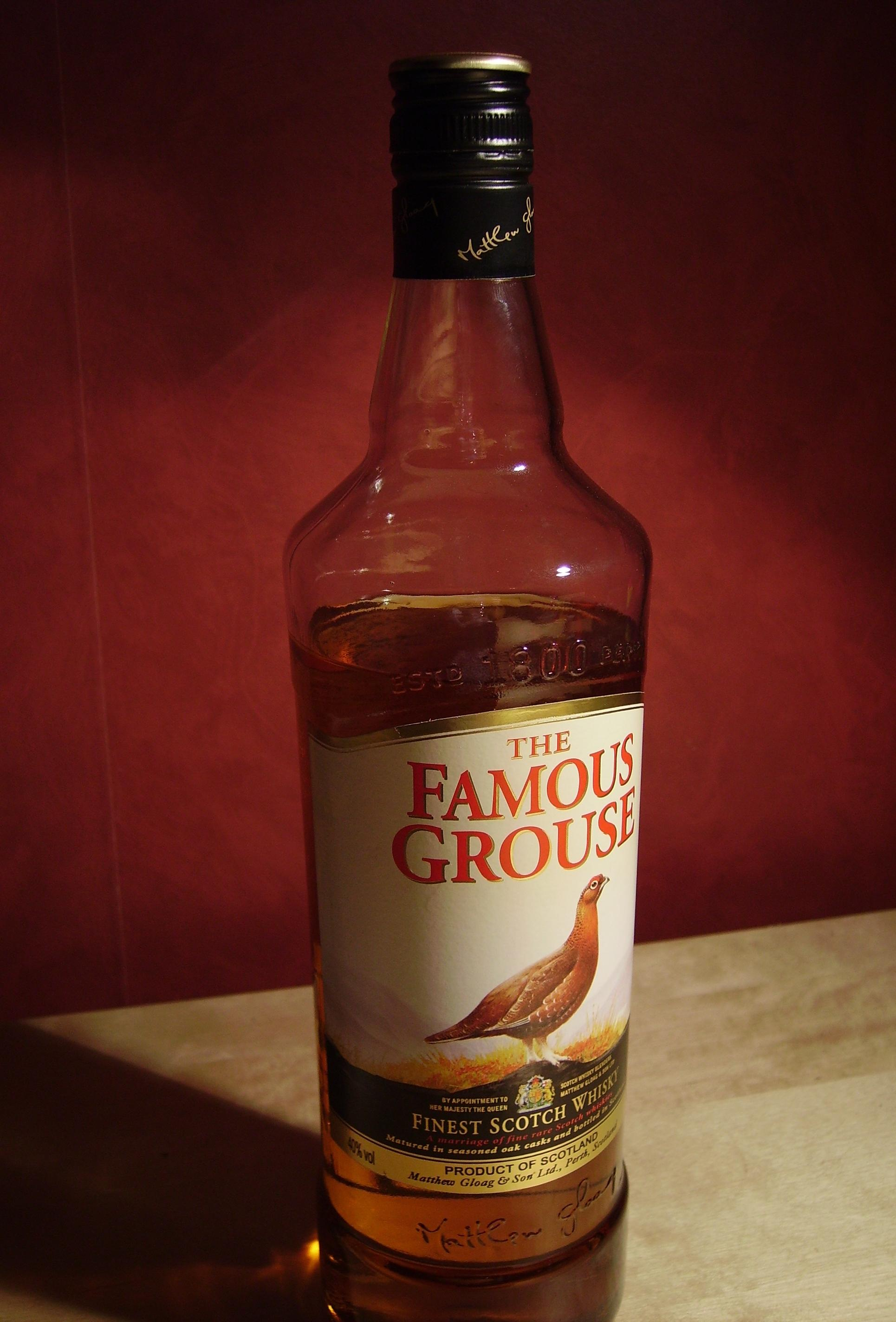
Une bouteille entamée de whisky "The Famous Grouse"

The Famous Grouse est une marque de Scotch whisky produite en Écosse, et mondialement connue. L'article « The » est toujours inclus dans la marque.
Ce blend a tout d'abord été produit par Matthew Gloag & Son Ltd., et est maintenant produit par l'Edrington Group. Les whiskies utilisés dans le mélange "The Famous Grouse" sont le Glenrothes, le single malt Highland Park et le single malt Macallan. Son emblème est le Lagopède d'Écosse (Red Grouse en anglais).

## Histoire
Matthew Gloag était un épicier et un marchand de vin à Perth (Écosse). Gloag achetait des whiskies aux distilleries écossaises, et quand la reine Victoria visita Perth en 1842, il a été invité à fournir les vins pour le banquet royal.
En 1860, son fils William Gloag repris l'entreprise et commença à produire des blends. En 1896, le fils de William, Matthew (du nom de son grand-père) reprit également l'entreprise. Il créa le blend "The Grouse Brand" en 1897, qui fut ensuite été rebaptisé "The Famous Grouse".
En 1970, Matthew Gloag & Son Ltd, propriété de la famille Gloag, a été vendu à Highland Park, après la mort du président, Matthew Frederick Gloag.